# Гудлак, Форрест
Фо́ррест Гудла́к (англ. Forrest Goodluck; род. 6 августа 1998, Альбукерке, Нью-Мексико, США) — американский актёр. Наиболее известен по ролям в фильмах «Выживший» (2015) и «Неправильное воспитание Кэмерон Пост» (2018).

## Ранние годы
Гудлак родился в Альбукерке, штат Нью-Мексико, в семье отца-навахо и матери с корнями народов хидатса, манданов, навахо и цимшианов.

## Карьера
В возрасте 15 лет Гудлак прошёл прослушивание в фильм «Выживший», ставший его дебютом. В феврале 2016 года было объявлено, что Гудлак сыграет в пилоте Hulu «Гражданин». В ноябре 2016 года было объявлено, что он присоединился к актёрскому составу фильма «Неправильное воспитание Кэмерон Пост».

## Фильмография
| Год  |     | Русское название                        | Оригинальное название            | Роль                  |
| ---- | --- | --------------------------------------- | -------------------------------- | --------------------- |
| 2014 | кор |                                         | Gaming                           | Уэйд Бегей            |
| 2015 | ф   | Выживший                                | The Revenant                     | Хоук                  |
| 2016 | кор |                                         | Ink                              | Дестин                |
| 2016 | с   | Гражданин                               | Citizen                          | Гуеро                 |
| 2017 | ф   | Индейская лошадь                        | Indian Horse                     | Сол в возрасте 15 лет |
| 2018 | ф   | Неправильное воспитание Кэмерон Пост    | The Miseducation of Cameron Post | Адам Красный Орёл     |
| 2018 | кор |                                         | Mud                              | Джозеф                |
| 2018 | с   | Последний кандидат                      | Designated Survivor              | студент               |
| 2019 | ф   | Квант крови                             | Blood Quantum                    | Джозеф                |
| 2020 | ф   | Бывшие привычки                         | I Used to Go Here                | Зверёк Спрингстайн    |
| 2020 | с   | Освободитель                            | The Liberator                    |                       |
| 2021 | ф   | По наклонной                            | Cherry                           | Джеймс Лайтфут        |
| 2021 | с   | Республика Сара                         | The Republic of Sarah            | Тайлер                |
| 2022 | ф   | Как взорвать трубопровод                | How to Blow Up a Pipeline        | Майкл                 |
| 2022 | с   | Англичанка                              | The English                      | «Белая Луна»          |
| 2023 | ф   | Кладбище домашних животных: Кровные узы | Pet Sematary: Bloodlines         | Мэнни                 |
| 2023 | с   | Законники: Басс Ривз                    | Lawmen: Bass Reeves              | Билли Кроу            |